# Александрово (сельское поселение Некрасово)
Александрово — деревня в Рамешковском районе Тверской области.

## География
Находится в восточной части Тверской области на расстоянии приблизительно у юго-восточной окраины районного центра поселка Рамешки.

## История
Известна с 1678 года как деревня в вотчине Троице-Сергиева монастыря. В 1709 году здесь насчитывалось 4 крестьянских двора, в 1859 24 двора, в 1887 — 31. В 2001 году в деревне 21 дом постоянных жителей и 10 домов — собственность наследников и дачников. В советское время работали колхозы имени Ленина и «Память Ленина». До 2021 входила в сельское поселение Некрасово Рамешковского района до их упразднения.

## Население
Численность населения: 165 человек (1859 год), 189 (1887), 178 (1936), 53 (1989, в том числе русские 77 %, карелы 22 %), 51 (русские 84 %) в 2002 году, 87 в 2010.